# Gli amori di Teolinda
Gli amori di Teolinda (deutscher Titel: „Teolindens Liebschaften“) ist eine szenische Kantate für Sopran, Solo-Klarinette, Männerchor und Orchester von Giacomo Meyerbeer mit einem Libretto von Gaetano Rossi, die am 18. März 1816 in Verona uraufgeführt wurde.

## Gestaltung

### Form
Musikalisch folgt diese Kantate einer alten venezianischen Tradition, in der ein Sänger und ein Instrumentalist mit- und gegeneinander konzertierten und sich gegenseitig in ihrer Virtuosität zu übertreffen versuchen. Die Klarinette steht hier für ihren abwesenden Geliebten bzw. dessen Instrument, die Panflöte, das Teolinda nicht die ersehnte Antwort, sondern nur ein Echo ihrer eigenen Wünsche geben kann.
Aufgrund des Hirtensujets handelt es sich um eine sogenannte Pastorale. Sie besteht aus acht Sätzen: einer Abfolge von Arien, Accompagnato-Rezitativen, Variationen und längeren instrumentalen Abschnitten, die in einer Arie mit Chor gipfeln. Die Form des Finalsatzes war erst wenige Jahre zuvor in der italienischen Oper in Mode gekommen. Die Kombination mit Accompagnato-Rezitativen und einem kommentierenden Chor hat Vorläufer im französischen „Chœr dansé“ und der „Sujet-Kantate“, die Meyerbeer wahrscheinlich durch seinen Lehrer Abbé Vogler kennengelernt hatte. Durch die Einbeziehung des Soloinstruments entsteht eine Mischform aus Konzert, Kantate und opernhaft dramatischen Elementen.

### Musiknummern und Handlung
- Nr. 1. Introduktion (Andante)
- Nr. 2. Kavatine (Andante): „Deliziose piante ombrose“
 Die Schäferin Teolinda leidet schwer unter Liebeskummer. Nur die Ruhe unter schattigen Bäumen gibt ihr etwas Frieden.
- Nr. 3. Rezitativ (Allegro): „Quanto un di m’eran“
 Teolinda denkt an glücklichere Tage mit ihrem Geliebten Armidoro zurück, der sie verließ und jetzt vielleicht bereits eine andere Geliebte hat.
- Nr. 4. (Allegro moderato): „Ah, ch’egli è desso“
 Harmonische Klänge erinnern Teolinda an Armidoro. Sie schwelgt für einen Augenblick in der Illusion, dass er zurückkehren könnte.
- Nr. 5. Chor der Hirten: „Chi mai non curasi“
 Eine Gruppe von Hirten besingt das Glück, das sie in dieser Gegend empfinden.
- Nr. 6. Rezitativ (Allegro): „Quanto leite voi siete!“
 Teolinda beneidet die Hirten um ihre Unbeschwertheit, während ihr Armidoro fort ist. Wenn er in ihr Herz schauen könnte, würde er sie nicht länger ignorieren.
- Nr. 7. (Andante com variazioni): „Diceva un giorno Clori“
 Sie denkt an die Worte, mit denen Clori einst ihren Geliebten zur Liebe aufforderte, und ruft in Gedanken nach Armidoro.
- Nr. 8. (Allegro molto moderato): „Qual suon perfetto“
 Teolindas Gesang rührt die Hirten. Teolinda bittet sie, nach ihrem Geliebten zu suchen. Sie können ihn jedoch nicht finden. Teolinda überlässt sich nun ganz ihrem Schmerz.

### Orchester
Die Orchesterbesetzung umfasst die folgenden Instrumente:
- Holzbläser: Piccoloflöte, zwei Flöten, zwei Oboen, zwei Klarinetten, zwei Fagotte
- Blechbläser: zwei Hörner, zwei Trompeten
- Pauken
- Streicher

## Werkgeschichte
Giacomo Meyerbeer komponierte die Kantate Gli amori di Teolinda für den Klarinettisten Heinrich Joseph Baermann und dessen Lebensgefährtin, die Sopranistin Helene Harlaß. Die beiden hatte er 1812 während seines Aufenthalts in München anlässlich der Produktion seiner ersten Oper, Jephtas Gelübde, kennengelernt. Baermann war damals erster Klarinettist der Münchener Hofkapelle, und Harlaß sang die Partie der Sulima in seiner Oper. Von den Fähigkeiten der beiden war Meyerbeer zutiefst beeindruckt. 1813 begegneten sich die drei erneut in Wien. Als Harlaß 1815 ein Engagement in Venedig annahm, dürfte das Meyerbeers Entscheidung beeinflusst haben, Anfang 1816 ebenfalls nach Italien zu gehen. In Verona traf er wieder mit Baermann und Harlaß zusammen. Dort fand am 18. März 1816 auch die Uraufführung seiner Kantate statt. Der Text stammte von dem renommierten Librettisten Gaetano Rossi, der wenig später auch das Libretto zu seiner ersten italienischen Oper Romilda e Costanza verfasste.
Die Kantate war möglicherweise für eine Wohltätigkeitsvorstellung vorgesehen, wie sie zum Abschluss des Engagements eines bekannten Künstlers üblich waren. Die zu diesem Zweck angefertigten Kompositionen waren üblicherweise der Zielperson gewidmet und stellten ihre besonderen Fähigkeiten heraus. Denkbar ist auch, dass das Werk für eine der Abendveranstaltungen des Barons Brioli (Ludwig Freiherr von Priuli aus dem Gefolge des Fürsten Eugène de Beauharnais) bestimmt war. Er hatte das Engagement der Harlaß vermittelt.
Am 9. November 1817 präsentierten Harlaß und Baermann die Kantate am Hoftheater München.
Eine von den Musikwissenschaftlern Markus Engelhardt und Peter Kaiser herausgegebene kritische Ausgabe der Kantate erschien im Jahr 2000 beim Musikverlag Ricordi.

## Aufnahmen
- September 1981 – Gerd Albrecht (Dirigent), Julia Varady (Sopran), Jörg Fadle (Klarinette), Radio-Symphonie-Orchester Berlin, RIAS Kammerchor.
 Studioaufnahme aus der Jesus-Christus-Kirche in Berlin; Koproduktion mit dem RIAS Berlin.
 Orfeo C 054-831 A.[7]
- 25.–28. Februar 1983 – Wolfgang Gönnenwein (Dirigent), Mariana Nicolesco (Sopran), Dieter Klöcker (Klarinette), Ludwigsburg Festival Chor und Orchester.
 Pro Arte PAD 186 (LP).[8]
- 8. November 2019 – Diego Fasolis (Dirigent), Lenneke Ruiten (Sopran), Davide Bandieri (Klarinette), Lausanne Chamber Orchestra, Lausanne Opera Chorus.
 Live aus der Opéra de Lausanne.
 Claves CD 50-3010 (CD117058).[9]